# Ferrari 488 GTE
La Ferrari 488 GTE è un'automobile da competizione costruita dalla Ferrari per disputare gare Endurance nella categoria GTE. La vettura ha corso nel campionato del mondo endurance (FIA WEC) e alla 24 Ore di Le Mans schierata in maniera ufficiale dal team AF Corse in classe GTE Pro e nelle gare dell'IMSA Weathertech Sportscar Championship in classe GTLM schierata dal Risi competizione. Nelle mani di numerosi team clienti la vettura ha corso anche in classe GTE Am nel WEC e nell'European Le Mans Series. Insieme alla gemella GT3 è stata presentata nel 2015 al Mugello.

## Caratteristiche
Nell'estetica rispetto al modello precedente presenta una livrea più metallizzata. La vettura è strutturata su un pianale in alluminio e con la cella per il pilota in acciaio. Possiede un diffusore di notevoli dimensioni, con un rialzamento nella parte centrale e dei flap ai lati per convogliare meglio i flussi nella parte posteriore. Come imposto dal regolamento, sul tettuccio si trova una finestrella di sicurezza per permettere al pilota di uscire. Nel diffusore posteriore sono stati introdotti due flap per lato, mentre l'alettone risulta rialzabile e allargato rispetto alla Ferrari 458 Italia GT2. Vi sono delle modifiche anche agli scarichi, separati per incidere sui flussi nel diffusore.

### 488 GTE
In seguito all'annuncio e al lancio della Ferrari 488, un portavoce della Ferrari ha successivamente confermato che una versione da corsa della vettura sarebbe stata svelata presto. Il 30 agosto 2015 sono state pubblicate fotografie spia che mostravano un'auto altamente mimetizzata in fase di test sul circuito ACI Vallelunga, che ha mostrato differenze sostanziali nell'auto rispetto alla 458 GT2 uscente, sebbene il paraurti anteriore sia stato notato in gran parte simile all'auto uscente. L'auto è stata lanciata alle Finali Mondiali 2015, sul circuito del Mugello, insieme alla sua controparte GT3. Al lancio, furono divulgati alcuni dettagli dell'auto, tra cui il motore trasportato dalla 488 GTB. La vettura può essere convertita tra LM GTE e le specifiche del Gruppo GT3, a causa della somiglianza relativa di entrambe le auto.

### 488 GTE Evo

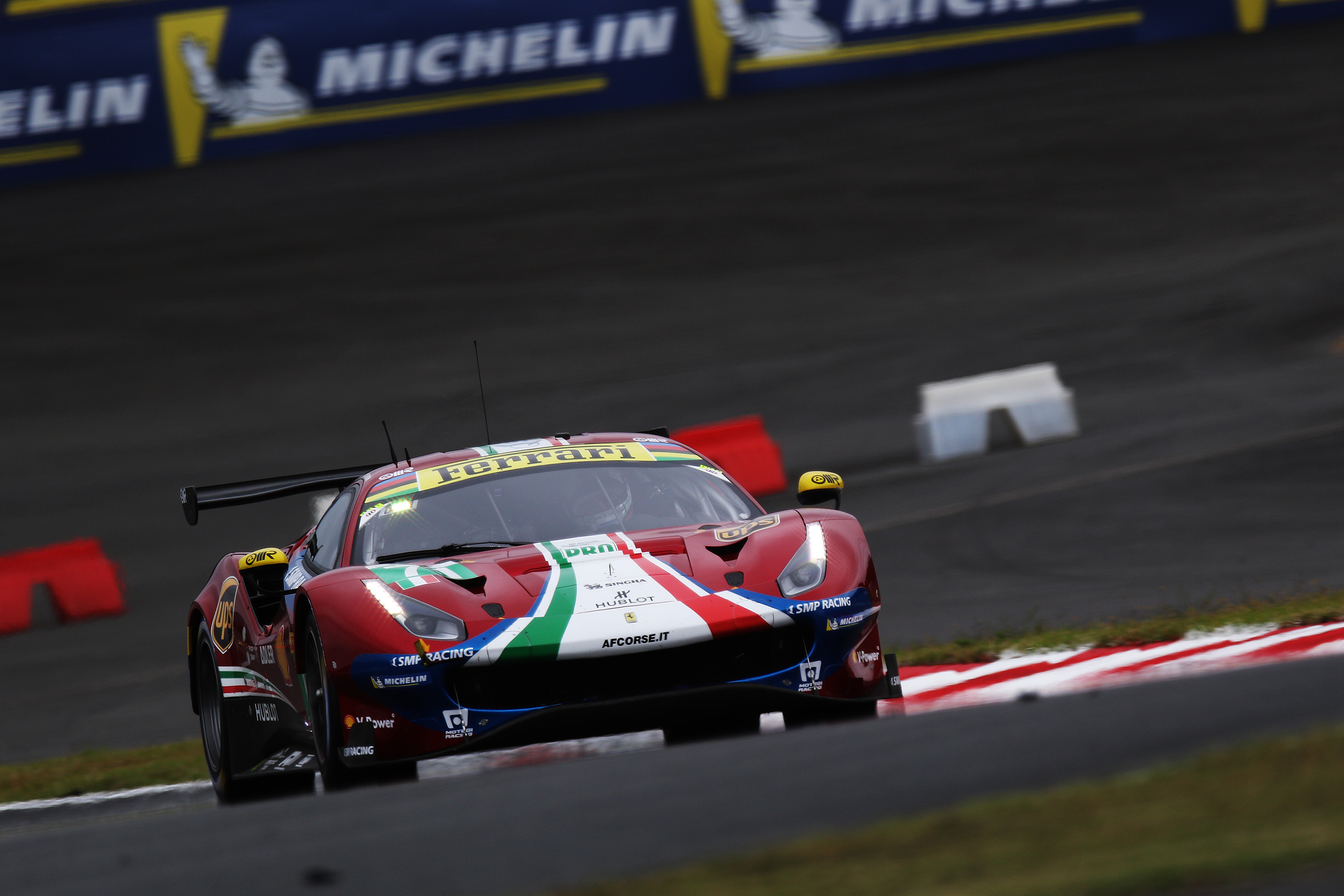
Una 488 Evo alle 6 Ore di Fuji 2018

Il 13 novembre 2017, è stato confermato dal coordinatore tecnico della Ferrari Competizioni GT, Ferdinando Cannizzo, che sia la 488 GTE sia la GT3 avrebbero ricevuto i kit Evo, volti a migliorare l'affidabilità, nonché l'ottimizzazione delle prestazioni aerodinamiche. La 488 GTE Evo è stata sottoposta al test di shakedown, sul circuito di Fiorano, a Maranello, in Italia, il 30 marzo 2018. A seguito di un test della galleria del vento di Balance of Performance presso la struttura WindShear, dalla 488 GTE Evo sono stati rimossi i piani di immersione anteriori. Fu in seguito suggerito dal coordinatore tecnico della Competizioni GT Ferdinando Cannizzo che la macchina poteva potenzialmente rimanere in competizione fino al 2021 con una seconda evoluzione, senza quindi sviluppare una sostituta.

## Attività agonistica

### Campionato del mondo endurance

#### 2016
Nella stagione d'esordio AF Corse ha schierato due vetture in modo ufficiale nel campionato del mondo endurance e alla 24 Ore di Le Mans.
La vettura ha esordito il 30 gennaio 2016 alla 24 ore di Daytona con tre vetture schierate dal Risi Competizione, da SMP Racing e Scuderia Corsa con equipaggi composti rispettivamente da Fisichella/Vilander/Rigon/Beretta, Bruni/Calado/Shaytar/Bertolini, Serra/Pier Guidi/Premat/Rojas. Il team Scuderia Corsa terminerà la gara al quarto posto. La prima vittoria è arrivata il 17 aprile 2016 alla 6 ore di Silverstone del FIA WEC con AF Corse e la vettura 71 Davide Rigon e Sam Bird, vincitori anche della gara successiva, la 6 Ore di Spa-Francorchamps. Il terzo e ultimo successo stagionale nel WEC è arrivato alla 6 Ore del Nurburgring con la vettura 51 di Gianmaria Bruni e James Calado. Questi tre successi sono stati sufficienti per vincere il mondiale costruttori. Da segnalare che la vettura 51 è andata incontro a grossi problemi di affidabilità nelle prime due gare della stagione WEC. A Silverstone hanno dovuto scontare uno stop and go di 3 minuti per aver sostituito il motore prima della gara, riuscendo comunque a concludere la gara al secondo posto, mentre alla 6 Ore di Spa la 51 è stata costretta al ritiro a 10 minuti dal termine mentre era in testa alla gara.
Alla 24 Ore di Le Mans fin dalle prove libere è stato chiaro che la vittoria sarebbe stata una questione tra le 3 Ferrari 488 di AF Corse e del Risi Competizione contro le 4 Ford GT del Ford Chip Ganassi Racing, tornate a Le Mans per celebrare il 50º anniversario della loro prima vittoria nella storica 24 Ore e ricreare la leggendaria rivalità Ford-Ferrari. In gara le due vetture di AF Corse hanno subito accusato dei problemi tecnici e dopo poche ore erano già entrambe ritirate, lasciando la 488 del Risi Competizione con equipaggio Giancarlo Fisichella, Toni Vilander e Matteo Malucelli a lottare da sola contro le 4 Ford. Il team è riuscito a comandare la gara per diverse ore, tuttavia Malucelli nel corso del suo ultimo stint si è fatto recuperare 1 minuto dalla prima Ford inseguitrice e sorpassare. Un testacoda di Vilander mentre cercava di recuperare ha tolto ogni chance di vittoria alla Risi, che si è dovuta accontentare del secondo posto finale. Nel post gara ci sono state penalità sia per la Ford vincitrice sia per la Ferrari di Risi a seguito delle proteste reciproche di entrambi i team. La Ford GT ha ricevuto 50 secondi di penalità per non avere rispettato una slow zone nel corso della notte, più altri 20 poiché i sensori di velocità dello sterzo non funzionavano correttamente. Queste penalità avrebbero consentito alla Risi di vincere se non le avessero dato - dopo la protesta di Ford - una penalità di 20 secondi per aver ignorato le bandiere nere e arancioni, esposte perché il pannello che indica la posizione in gara si era rotto nelle fasi di gara, e che ti invitano a rientrare ai box per riparare il componente danneggiato. Alla fine il margine rivisto tra le due vetture è stato di soli 10,2 secondi a favore della Ford.

#### 2017
La stagione 2017 del FIA World Endurance Championship si è aperta con una grande novità nell'equipaggio della 51 di AF Corse: dopo 10 anni di successi Gianmaria Bruni ha lasciato la Ferrari per andare a correre con Porsche, venendo sostituito da Alessandro Pier Guidi, che nella gara d'esordio nonché prima gara della stagione riesce a cogliere un ottimo secondo posto assieme a Calado. Alla 6 Ore di Spa le due 488 GTE lottano per le prime due ore contro le Ford riuscendo poi ad allungare e ad ottenere la prima doppietta dell'anno con Rigon e Bird davanti a Pier Guidi e Calado. 
La 24 Ore di Le Mans è stata molto deludente con la vettura 71 di Rigon, Bird e Miguel Molina che ha concluso solamente in quinta posizione seppur nello stesso giro del vincitore. Poco dopo l'alba a causa di un'incomprensione con un doppiaggio la vettura 51 condotta da Calado è stata costretta ad una lunga sosta ai box per sostituire il radiatore danneggiato, perdendo ben 20 giri. La vettura del Risi Competizione è stata invece colpita e mandata a muro da un prototipo Lmp2 mentre viaggiava a 300 km/h sul rettilineo dell'Hunaudieres. Illeso il pilota Pierre Kaffer.
Il riscatto è arrivato già alla successiva 6 Ore del Nurburgring, gara in cui Ferrari non aveva la stessa velocità sul giro dei rivali ma grazie ad una miglior gestione degli pneumatici la vettura 51 è riuscita a vincere davanti alle due Porsche. La 71 è invece arrivata ultima poiché ha dovuto sostituire il cambio durante la gara. Alla 6 Ore del Messico è arrivato un secondo posto per Rigon e Bird, solo sesti Calado e Pier Guidi. A 10 minuti dal termine della 6 Ore del COTA la Ferrari 51 stava vincendo con 35 secondi di vantaggio su Porsche quando ha accusato una foratura. Pier Guidi ha percorso metà giro su tre ruote andando il più forte possibile, e grazie ai meccanici velocissimi a sostituire la gomma forata è tornato in pista precedendo di soli 3 decimi la Porsche e a vincere la gara, recuperando tantissimi punti in campionato. Terzo posto per Rigon e Bird. In una 6 Ore del Fuji caratterizzata da una continua pioggia e da numerose safety car e bandiere rosse dovute alla nebbia, Pier Guidi e Calado hanno ottenuto in rimonta la seconda vittoria consecutiva e terza stagionale. 
Shanghai è una pista ostica alle 488 GTE e le due rosse di AF Corse hanno dovuto giocare in difesa, tuttavia grazie all'ottimo terzo posto di Calado e Pier Guidi la Ferrari è riuscita a laurearsi campione del mondo endurance costruttori con una gara d'anticipo e per la quinta volta dal 2012. 
Il campionato del mondo piloti è stato invece assegnato all'ultima gara, la 6 Ore del Bahrain. L'equipaggio della 51 Pier Guidi e Calado si è presentato al via in testa al campionato con 135 punti di vantaggio, inseguiti dalla Porsche di Lietz e Makowiecki a quota 133, dalla Ford di Tincknell e Priaulx a quota 127.5 e dal compagno di squadra Rigon sulla 71 a quota 113.5. In gara le Ferrari sono riuscite ad imporsi su tutti gli altri, tagliando il traguardo in parata con la vettura 71 a precedere i campioni del mondo Alessandro Pier Guidi e James Calado.
Quest'anno la vettura ha debuttato in classe GTE Am nel FIA World Endurance Championship e in classe GTE nell'European Le Mans Series con eccellenti risultati. È arrivata infatti una tripletta alla 24 Ore di Le Mans in classe GTE Am con il JMW Motorsport davanti a tutti. Lo stesso team ha anche trionfato nell'European Le Mans Series in classe GTE. 

#### 2018
Nel 2018 è stata introdotta la GTE Evo, destinata a gareggiare nel Mondiale Endurance a partire dalla stagione 2018-2019 (la prima con formato invernale, soprannominata "Superseason") e alla 24 Ore di Le Mans, conclusasi nel 2018 con il 5º posto tra le vetture GTE Pro. Per la prima volta AF Corse ha schierato tre vetture in GTE Pro alla 24 Ore di Le Mans ed è stato proprio il terzo esemplare numero 52 affidato a Toni Vilander, Antonio Giovinazzi e Pipo Derani ad ottenere il miglior piazzamento tra le 488. Per il resto è stata una gara da dimenticare per Ferrari che non avevano il passo delle concorrenti e il limite imposto alla durata di ogni stint (introdotto quest'anno e immediatamente rimosso) ha impedito a tutti i team di potersi giocare la vittoria inventandosi una strategia differente. La consapevolezza di non poter lottare per vincere ha anche innervosito i piloti, protagonisti di diversi errori nel corso della gara. L'unica vittoria nella parte 2018 della Superseason è arrivata alla 6 Ore di Silverstone con la vettura 51 di Calado e Pier Guidi mentre nelle restanti gare sono arrivati solo piazzamenti in quarta o quinta posizione. Alla 6 Ore del Fuji la Ferrari stava comandando la gara con la vettura 71 di Bird e Rigon mostrando un passo gara superiore a tutti i rivali quando la vettura è stata colpita da un prototipo LMP2 e costretta ad una lunga sosta ai box per riparare i danni, mentre la vettura gemella di Pier Guidi e Calado ha perso un giro nelle fasi iniziali a causa di una foratura e contemporanea entrata della safety car. La 51 è comunque riuscita a sdoppiarsi e a terminare la gara in quarta posizione a 40 secondi dal vincitore

#### 2019-2020
Dopo una 1000 Miglia di Sebring terminata al quarto posto è arrivato un secondo posto alla 6 Ore di Spa in una gara caratterizzata da un continuo alternarsi di sole, pioggia e neve, con fasi di gara disputate sull'asciutto e altre sul bagnato. A 10 minuti dal termine Calado stava andando all'attacco dell'Aston Martin in testa alla gara quando un'improvvisa nevicata - la terza nel corso della 6 ore - ha costretto la direzione a concludere la gara con qualche minuto di anticipo. 
Nella 24 Ore di Le Mans 2019 sotto la guida di James Calado, Alessandro Pier Guidi e Daniel Serra, la Ferrari è tornata a vincere Le Mans, cosa che non accadeva dal 2014, e per la prima volta con la 488. Come nel 2014 e 2012, la vittoria è andata alla vettura numero 51. Partiti dalla 12ª posizione, dopo sole 4 ore di gara la Ferrari si portava al comando della gara, sorpassando tutte le rivali in pista e mettendo in mostra una notevole velocità di punta, punto debole delle 488 nelle precedenti edizioni. Da allora la vettura 51 è sempre rimasta nelle posizioni di testa alternandosi al comando con Porsche e Corvette. Nelle prime ore della Domenica mattina la vettura 51 si trovata nel gruppo di testa assieme alla Corvette 63 e alle Porsche 91 e 93, pittando diversi giri prima dei rivali. In questa situazione la vettura di AF Corse avrebbe concluso la gara dovendo effettuare un pit stop in più dei rivali in caso di gara regolare fino alla fine, tuttavia in caso di entrata in pista delle safety car - sono tre alla 24 Ore di Le Mans, una ogni 1/3 di pista - si sarebbe ritrovata in testa alla gara con una safety car di vantaggio sui rivali oppure sarebbe rimasta nel gruppo di testa assieme ai rivali, senza possibilità di sprofondare in classifica. A 3 ore dal termine le safety car sono entrate in pista a causa di un incidente di una Lmp2 subito dopo il pit stop delle Porsche - le quali non stavano riuscendo a tenere lo stesso ritmo di Ferrari e Corvette. Come conseguenza le due Porsche hanno perso terreno e si sono ritrovate a due safety car di ritardo sulle Ferrari e Corvette, ovvero circa 2 minuti e trenta secondi di gap in regime di bandiere verde. Ferrari e Corvette sono adesso attaccate, tuttavia quest'ultima è a corto di carburante ed è costretta a pittare sotto safety car, trovando il semaforo rosso all'uscita dei box. Alla ripartenza Ferrari ha 1/3 di giro di vantaggio su Corvette - cioè circa un minuto e 20 secondi - mentre le Porsche accusano 2 minuti e trenta secondi di ritardo. L'esito della gara è ancora incerto poiché la Ferrari deve effettuare un pit stop in più, che richiede normalmente 70 secondi. Tuttavia alla ripartenza Jan Magnussen nel tentativo di recuperare ha commesso un grave errore alle curve Porsche tradito dalle gomme fredde a causa del prolungato regime di neutralizzazione gara, finendo in testa coda contro il muro e costringendo la Corvette ad una lunga sosta per riparazioni Questo errore ha lasciato la Ferrari da sola in testa alla gara fino alla bandiera a scacchi, dove ha tagliato il traguardo con oltre 40 secondi di vantaggio sulla prima Porsche inseguitrice. La gemella 71 è stata costretta al ritiro per un problema tecnico mentre la vettura del Risi Competizione non ha mai avuto il passo gara per competere per la vittoria. La Ferrari ha concluso la stagione 2018/2019 del mondiale Endurance in seconda posizione, dietro Porsche ma davanti a Ford, Aston Martin e BMW. Pier Guidi e Calado sono arrivati secondi tra i piloti.
Qualche mese dopo lo stesso trio di piloti vincitori a Le Mans ha vinto la Petit Le Mans 2019 con la Ferrari 488 GTE Evo del Risi Competizione. Partiti dalla pole position grazie a Calado, nelle prime ore di gara la vettura ha avuto dei problemi di blistering sugli pneumatici ed è stata superata dalle Ford. Con il calare della sera le temperature si sono abbassate e il blistering è scomparso. Grazie al variare delle condizioni climatiche la Ferrari 488 ha cambiato passo ed è stata in grado di rimontare le Ford e vincere la gara.
Nell'ELMS ha vinto il campionato con il Luzich Racing ed equipaggio Pier Guidi, Nielsen e Lavergne, vincitori di 4 gare su 6.
La stagione 2019-2020 del mondiale endurance non è cominciata nel migliore dei modi. Alla 4 Ore di Silverstone AF Corse stava per agguantare la vittoria con la vettura 51 di Pier Guidi e Calado, aveva appena superato in pista entrambe le Porsche ed aveva un passo gara superiore ai rivali quando ha ricevuto un drive through a 45 minuti dal termine per un sorpasso in fase di Safety Car. La manovra era in realtà regolare, la squadra lo ha fatto notare alla direzione gara che ha preso coscienza del proprio errore ed ha annullato la penalità solamente pochi secondi dopo che la Ferrari è rientrata ai box per scontarla compromettendo di conseguenza la loro gara. Ferrari ha recuperato gran parte dei secondi persi a seguito del passaggio ai box ma è comunque arrivata quarta. Ritiro per la vettura gemella numero 71 di Rigon e Molina colpita da dietro da un prototipo Lmp1. Alla 6 Ore del Fuji è arrivato un quarto e quinto posto con la strategia rovinata da una FCY. Alla 4 ore di Shanghai è arrivata una vittoria per AF Corse con Pier Guidi e Calado, tuttavia la Ferrari è stata squalificata per un'infrazione dovuta all'altezza da terra. Sostenendo che l'irregolarità sia stata causata da un contatto in gara, la squadra ha presentato appello. In data 13 Febbraio 2020 la sentenza è stata resa pubblica e Ferrari ha vinto l'appello mantenendo la vittoria alla 4 Ore di Shanghai.
Alla 8 Ore del Bahrain le due Ferrari hanno combattuto per l'intera gara contro le due Aston Martin mentre entrambe le Porsche sono state portate in garage per riparazioni nel corso della gara. La 51 è arrivata quarta attardata da una foratura mentre la 71 è giunta al secondo posto a causa di uno stop and go assegnato a mezz'ora dal termine mentre lottava per la vittoria corpo a corpo con la Aston Martin numero 95. Durante l'ultimo pit stop Molina in ripartenza ha infatti fatto sgommare leggermente le ruote ed è stato penalizzato dai giudici di gara, sanzione reputata eccessiva da Rigon.
Alla 6 Ore del Cota la Ferrari 51 ottiene un terzo posto, a 20 secondi dall'Aston Martin 95 vincitrice della gara, battendo nel corso dell'ultima ora l'Aston Martin 97. Quinto posto per la vettura 71. Comincia l'epidemia di covid e il calendario WEC viene stravolto. La 1000 Miglia di Sebring, in programma nel mese di Marzo, viene cancellata pochi giorni prima della data prevista. Il campionato riprenderà ad Agosto con la 6 Ore di Spa, a Settembre si disputerà la 24 Ore di Le Mans e a Novembre ci sarà la gara finale della stagione 2019/2020, la 8 Ore del Bahrain. Inoltre viene annunciato un ritorno al calendario tradizionale a partire dal 2021. La 6 Ore di Spa è ancora una volta caratterizzata da condizioni meteo avverse. Pier Guidi si rende protagonista nelle fasi iniziali, caratterizzate da pioggia e pista bagnata, riuscendo a superare entrambe le Porsche e le Aston Martin nel giro di 10 minuti nel corso delle prime fasi di gara. Successivamente smette di piovere e la Ferrari, indubbiamente la vettura più competitiva sul bagnato, non riesce tuttavia a confermarsi altrettanto veloce su pista asciutta. Dopo quasi due ore di gara la pioggia torna sul circuito di Spa aiutando le Ferrari a tornare in corsa per la vittoria. Le ultime ore di gara sono caratterizzate da pista asciutta. Pier Guidi, dopo aver guidato per 4 Ore e 15 minuti consecutivi, lascia il sedile a Calado che riuscirà a difendere un quarto posto dagli attacchi della Porsche di Bruni. Vittoria alla Porsche 92 inseguita dalle Aston Martin 95 e 97.
La 24 Ore di Le Mans ha visto protagoniste le Ferrari 51 di AF Corse e la Aston Martin Vantage numero 97. Dopo essersi scambiate diverse volte la prima posizione, nel corso della notte l'Aston Martin condotta da Lynn ha definitivamente preso il comando della gara, seppur con un margine di non più di 10 secondi sulla Ferrari 51. Il momento decisivo si è avuto a circa 6 ore dal traguardo. La Ferrari 51, mentre marcava da vicino l'Aston Martin numero 97, si è fermata ai box per cambiare le pastiglie dei freni, operazione che solitamente fanno tutti nel corso della gara e che fa perdere circa 30 secondi/1 minuto ai box a seconda della bravura del team. Sorprendentemente, Aston Martin è stata in grado di completare la gara senza svolgere tale operazione e ciò ha permesso alla vettura 97 di Lynn, Martin e Tincknell di costruire un vantaggio di 45 secondi - diventato 1'30" a seguito dell'entrata di una safety car - che ha potuto amministrare fino al traguardo. La vittoria a Le Mans ha consentito ad Aston Martin di vincere il mondiale costruttori con una gara d'anticipo. Il secondo posto non ha completamente deluso Calado, Pier Guidi e Serra. I vincitori della scorsa edizione hanno lodato la strategia e la condotta di gara messa in mostra dal team, probabilmente addirittura migliore di quanto si è visto nel 2019, e si sono complimentati con Aston Martin per aver svolto un lavoro ancor migliore. Terzo posto per l'Aston Martin numero 95 di Thiim, Sorensen e Westbrook a 3 giri di ritardo, quarto posto per la Ferrari del Risi Competizione condotta da Gounon, Bourdais e Pla, attardata da alcuni lievi problemi di affidabilità. Già indietro per una foratura avuta nel corso della notte, la Ferrari numero 71 di AF Corse ha rotto il cambio durante l'ultimo giro della 24 Ore alle curve Porsche mentre si trovata in quarta posizione ed è stata costretta al ritiro. Fuori dai giochi nel corso della notte anche la Ferrari del Weathertech Racing di Vilander, MacNeil e Segal, mandata a muro da un'altra vettura in fase di doppiaggio. Delusione Porsche con entrambe le vetture attardate di diversi giri, afflitte da numerosi problemi di affidabilità e senza passo gara.
La pandemia di Covid ha stravolto i calendari dei vari campionati e il team AF Corse si è ritrovato a dover disputare nello stesso giorno e con gli stessi piloti la 8 Ore del Bahrain e la 1000 km del Paul Ricard, gara del GT World Challenge Endurance cup e riservata a vetture GT3. Essendo Calado e Pier Guidi in lotta per il titolo piloti in entrambi i campionati, il team ha scelto di dividere l'equipaggio. Pier Guidi è stato mandato al Paul Ricard, dove riuscirà a vincere gara e campionato, mentre Calado, affiancato da Serra, è andato all'assalto del campionato del mondo endurance piloti GT. Le chance di vittoria erano tuttavia esigue dato il gap di 26 punti rispetto a Thiim e Sorensen, e qualunque sogno di gloria è definitivamente tramontato attorno a metà gara, quando la vettura 51 condotta da Serra si è scontrata con un doppiato rompendo una sospensione. Sfruttando i problemi ai freni avuti da Aston Martin, la Ferrari 71 di Rigon e Molina è riuscita a conquistare un podio dietro alle Porsche 92 e 91.

#### 2021
Nel Campionato del mondo endurance ci sono diverse novità sui due equipaggi ufficiali schierati da AF Corse in GTE Pro. Cambio di numero ed equipaggio per la vettura numero 71, che da quest'anno correrà con il 52. Daniel Serra dividerà la vettura con Miguel Molina per tutto il campionato. Davide Rigon, chiamato a fare il terzo uomo a Le Mans, non ha potuto prendere il via della gara a causa dei postumi di un incidente avuto alla 24 Ore di Spa ed è stato sostituito da Sam Bird. Sulla 51 Come Ledogar disputerà la 24 Ore di Le Mans accanto ai titolari Alessandro Pier Guidi e James Calado. 
Alla prima gara della stagione le Ferrari concludono al secondo e terzo posto. Vittoria di Porsche con Kevin Estre e Neel Jani, a precedere di circa 30 secondi la vettura 51 di Pier Guidi e Calado. Conclude in terza posizione la vettura 52 di Molina e Serra, davanti alla Corvette di Antonio Garcia e Oliver Gavin.  La prima vittoria stagionale arriva alla 8 Ore di Portimão con la vettura numero 51 di Pier Guidi e Calado. Partita dalla pole position, la Porsche ha comandato la prima ora di gara per poi subire la rimonta e il sorpasso da parte di entrambe le Ferrari a causa di un consistente degrado delle gomme nel corso degli stint. Dopo aver perso un giro nelle fasi centrali di gara, sul finale la Porsche numero 92 è andata all'attacco della Ferrari numero 52 per il secondo posto, ma una miglior strategia e una full course yellow sul finale di gara hanno permesso a Molina e Serra di salire sul podio e completare una doppietta Ferrari. 
Alla 6 Ore di Monza è andata in scena una battaglia per la vittoria tra la 51 e la Porsche 92 durata per l'intera gara, con un gap in tempo che non ha mai superato i 10 secondi. Alla fine ha prevalso la Porsche 92, con la Ferrari 51 costretta ad effettuare un rifornimento a due giri dal termine della gara a causa di un azzardo strategico che non ha pagato. Terzo posto per la Porsche di Bruni e Lietz davanti alla Ferrari di Molina e Serra. Anche questi due equipaggi si sono resi protagonisti di un duello durato per tutta la gara seppur per il gradino più basso del podio. 
Durante le qualifiche del Giovedi la Ferrari numero 52 fa segnare il nuovo record della pista per vetture GT con un tempo di 3:46:011. Il giorno successivo in Hyperpole le due Ferrari si sono classificate al secondo e quarto posto, con la 52 davanti alla 51. Il tempo di Daniel Serra è stato circa un secondo più lento di quello fatto segnare il giorno prima, probabilmente a causa di alcune modifiche al Bop decise dall'organizzatore e che hanno colpito prevalentemente le Ferrari. Pole position per la Porsche 911 RSR privata di HubAuto Racing guidata da Vanthoor mentre la migliore delle Corvette partirà dalla terza posizione. 
La gara parte sul bagnato. Alla partenza del giro di formazione, sotto la pioggia e senza vedere nulla a causa del parabrezza affannato, la Ferrari 51 condotta da Calado tampona la Corvette numero 64provocandole un danno al diffusore. Dopo due giri in regime di Safety Car, la direzione di gara dà il via alla gara con le due Corvette che, nel corso del primo giro, si portano al comando superando le due Ferrari e la Porsche di HubAuto Racing, colpita in partenza da una Lmp2 e finita in testacoda. Con la pista che si asciuga la Ferrari 52 si porta al comando della gara, mentre subito dietro la Ferrari 51 supera la Corvette 64 e la Porsche di Weathertech e si porta al secondo posto. 
Nel corso delle prime ore la lotta per la vittoria si riduce alle Ferrari 51 e 52, la Corvette numero 63 e le due Porsche ufficiali, con la 92 leggermente più veloce della 91. Bird si scontra con un doppiato e finisce in testacoda alle curve Ford ma riesce a ripartire perdendo circa un minuto. Una safety car crea un gap nel gruppo di testa. Al comando restano la Ferrari 51 e la Corvette 63, con la Porsche 92 e la Ferrari 52 a inseguire a un terzo di giro di ritardo. Alla ripartenza la Ferrari numero 52 mette in mostra un ottimo passo gara, respinge l'attacco di Jani e riesce a recuperare gran parte del ritardo accusato dalle vetture 51 e 63, ma a 10 ore dal traguardo è costretta a una lunga sosta ai box a causa del cedimento della sospensione. Deludono le Porsche che non riescono a tenere il passo delle Ferrari e Corvette, con la vettura 92 che tuttavia riuscirà a rimanere nello stesso giro del leader per quasi tutte le 24 ore di gara. 
A 5 Ore e 30 minuti dal termine e dopo aver costruito nel corso della notte e del mattino un vantaggio di oltre un minuto sulla Corvette, la Ferrari condotta da Ledogar rientra ai box e viene portata in garage per effettuare il cambio delle pastiglie dei freni come da programma. L'intera operazione, comprensiva di rifornimento e cambio gomme, è durata solo 40 secondi in più di un regolare pit stop e ha permesso alla 51 di conservare un vantaggio di 28 secondi sulla Corvette. Diverse le tattiche di Corvette e Porsche che tenteranno di concludere la gara senza effettuare tale operazione. La Corvette ci riuscirà mentre la Porsche sarà costretta ad effettuare il cambio freni su entrambe le vetture ad un'ora dalla bandiera a scacchi, con la vettura 92 che finisce doppiata. 
La Ferrari 488 GTE numero 51 di AF Corse condotta da Pier Guidi, Calado e Ledogar vince la 24 Ore di Le Mans in classe GTE Pro per la seconda volta negli ultimi 3 anni, e a meno di un mese di distanza dal successo della gemella GT3 alla 24 Ore di Spa. Per Ferrari e AF Corse è la quarta vittoria a Le Mans in classe GTE Pro, seconda vittoria di classe per Pier Guidi e Calado e prima per Ledogar. Seconda posizione a 41 secondi di ritardo per la Corvette C8.R numero 63 di Garcia, Taylor e Catsburg, terza ad un giro la Porsche 911 RSR di Estre, Christensen e Jani, quarta a due giri l'altra Porsche ufficiale di Bruni, Lietz e Makowiecki. Attardata di diversi giri la 52 di Molina, Serra e Bird, costretta a due lunghe soste ai box per riparazioni a causa di un cedimento della sospensione e di una foratura. Ancor più attardata la Corvette numero 64, che oltre al diffusore danneggiato nel corso del giro di formazione ha accusato anche problemi alla frizione e all'alternatore. Ritiro per le Porsche private di HubAuto e Weathertech. A Le Mans nel 2021 la Ferrari ha vinto entrambe le categorie GT. La vettura del team AF Corse condotta da Perrodo, Nielsen e Rovera è salita sul gradino più alto del podio in classe GTE Am, terzo posto per Iron Lynx con Cressoni, Mastronardi e Ilott.

### Campionato IMSA

#### 2016
Risi Competizione ha disputato l'IMSA e la 24 ore di Le Mans, Scuderia Corsa ha disputato un programma parziale in IMSA e SMP Racing ha disputato la 24 Ore di Daytona.
La prima vittoria con la 488 per il Risi Competizione è arrivata a ottobre alla Petit Le Mans, gara endurance di 10 ore e ultima gara stagionale dell'IMSA. Giancarlo Fisichella, Toni Vilander e James Calado hanno tagliato per primi il traguardo precedendo di pochi secondi proprio la stessa Ford che aveva battuto la Risi Ferrari alla 24 Ore di Le Mans. Nel corso della stagione IMSA le Ferrari 488 sono salite sul podio in altre due occasioni: un terzo posto a Long Beach con il team Risi Competizione ed equipaggio Fisichella-Vilander, e un secondo posto a Laguna Seca con il team Scuderia Corsa ed equipaggo Pier Guidi-Serra. Alla 12 Ore di Sebring la 488 GTE ha ottenuto un quarto posto con il team Risi Competizione.

#### 2017
Il Risi Competizione nel 2017 ha corso con Giancarlo Fisichella e Toni Vilander, affiancati da James Calado a Daytona, Sebring e Petit Le Mans, e da Pierre Kaffer a Le Mans. La squadra di Giuseppe Risi, da quest'anno unica rappresentante Ferrari nell'IMSA in classe GTLM, è riuscita a salire sul gradino più basso del podio alla 24 Ore di Daytona e alla 12 Ore di Sebring. Splendida la prestazione a Daytona, dove la vettura affidata è stata a lungo al comando della gara ed ha concluso al terzo posto al fotofinish con Porsche e a soli 2 secondi dalla Ford vincitrice. Tuttavia a partire da quest'anno la squadra di Giuseppe Risi non ha più disputato l'intera stagione IMSA a causa di problemi economici insorti dopo la 24 Ore di Le Mans dello stesso anno, nella quale la vettura è stata distrutta in un incidente causato da un prototipo Lmp2 sul rettilineo dell'Hunaudieres. Ad aggravare la situazione altri due incidenti avvenuti nei mesi precedenti a Long Beach e al COTA. Dopo le Mans il team Risi Competizione è tornato in pista per disputare gli ultimi tre round dell'IMSA, conquistando due terzi posti al Virginia Raceway e alla Petit Le Mans, e un secondo posto a soli 0'152 secondi dalla BMW vincitrice della gara a Laguna Seca.

#### 2018
È stata una stagione da dimenticare anche per il Risi Competizione che ha disputato solamente tre gare - la 24 Ore di Daytona, la 12 Ore di Sebring e la Petit Le Mans - senza cogliere risultati di rilievo e lottando per la vittoria solamente a Sebring. A Daytona numerose forature hanno compromesso la gara mentre alla Petit Le Mans la vettura non è mai stata in grado di reggere il ritmo delle rivali.

#### 2019
Oltre alla 24 ore di Le Mans e alla Petit Le Mans, nel 2019 il Risi Competizione ha disputato solamente la 24 Ore di Daytona con equipaggio Pier Guidi, Calado, Rigon e Molina. In difficoltà per tutto il week-end e con un passo inferiore alla concorrenza, grazie ad una condotta di gara perfetta ed alle violente precipitazioni che hanno caratterizzato le ultime ore di gara - e che hanno causato diverse safety car e bandiere rosse - è arrivato un insperato secondo posto di classe GTLM. Deludente la prestazione a Le Mans, dove la vettura affidata a Gounon, Jarvis e Derani ha avuto un passo gara ben lontano da quello delle 488 di AF Corse.

#### 2020
Il Risi Competizione ha ancora una volta rappresentato Ferrari alla 24 Ore di Daytona con una 488 GTE ed equipaggio Calado, Pier Guidi, Rigon, Serra. Dopo aver fatto segnare il tempo più veloce nei test collettivi qualche settimana prima della gara, la 488 GTE è stata colpita da un durissimo Bop che le ha tolto ogni possibilità di lottare per la vittoria. "Non ho mai visto un Bop così negativo per noi", ha commentato un amareggiato Rigon. Partita dall'ultimo posto di categoria, la Risi è stata protagonista di una gara all'attacco con i piloti che hanno sempre spinto al massimo come fosse una gara sprint senza tuttavia riuscire a mantenere il passo gara dei rivali. È solamente grazie alle rare safety car che la vettura è riuscita a rimanere sempre nel giro del leader. In gara la vettura ha accusato tre forature - probabilmente perché i piloti hanno chiesto troppo alla vettura nel disperato tentativo di inseguire i rivali - l'ultima delle quali a un'ora dal termine della 24 ore ha costretto la vettura al ritiro mentre viaggiava in quinta posizione a 30 secondi dal leader.  "Abbiamo fatto il massimo anche se credo sia stato evidente a tutti che non avevamo la velocità sul rettilineo che i nostri avversari hanno messo in mostra. Il team ha fatto tutto quello che era nelle sue possibilità, noi piloti anche dunque abbiamo poco da rimproverarci" questo è il commento di Daniel Serra al termine della gara.

#### 2021
Anche nel 2021 la 24 Ore di Daytona segna l'unica apparizione stagionale della Ferrari 488 GTE nell'IMSA con una singola vettura gestita dal Risi Competizione. La vettura affidata a Alessandro Pier Guidi, James Calado, Davide Rigon, e Jules Gounon viene subito coinvolta in un incidente alla partenza innescata dalla BMW M8 di Spengler dal quale esce apparentemente indenne, a differenza della Porsche del WeatherTech Racing. Successivamente viene coinvolta in altri due incidenti a causa di incomprensioni con vetture doppiate, in entrambi i casi senza subire danni pesanti e senza perdere troppo tempo. La vettura del Risi Competizione concluderà la gara al quarto posto di classe, nello stesso giro del leader ma senza mai mettere in mostra un passo gara e una velocità di punta in grado di impensierire le Corvette e le BMW.

### Palmares
- 2016

6 Ore di Silverstone classe GTE Pro, FIA WEC (AF Corse, Davide Rigon, Sam Bird)
6 Ore di Spa classe GTE Pro, FIA WEC (AF Corse, Davide Rigon, Sam Bird)
6 Ore del Nurburgring classe GTE Pro, FIA WEC (AF Corse, Gianmaria Bruni, James Calado)
Petit Le Mans classe GTLM, IMSA (Risi Competizione, Giancarlo Fisichella, Toni Vilander, James Calado)
Coppa del Mondo Endurance costruttori GT (Ferrari, AF Corse)
- 2017

6 Ore di Silverstone classe GTE Am, FIA WEC (Clearwater Racing, Weng Sun Mok, Matt Griffin, Keita Sawa)
6 Ore di Spa classe GTE Pro, FIA WEC (AF Corse, Davide Rigon, Sam Bird)
24 Ore di Le Mans classe GTE Am, FIA WEC (JMW Motorsport, Robert Smith, Will Stevens, Dries Vanthoor)
6 Ore del Nurburgring classe GTE Pro, FIA WEC (AF Corse, Alessandro Pier Guidi, James Calado)
4 Ore del Red Bull Ring classe GTE, ELMS (Spirit of Race, Duncan Cameron, Matt Griffin, Aaron Scott)
4 Ore di Le Castellet classe GTE, ELMS (Spirit of Race, Duncan Cameron, Matt Griffin, Aaron Scott)
6 Ore del Circuito delle Americhe classe GTE Pro, FIA WEC (AF Corse, Alessandro Pier Guidi, James Calado)
4 Ore di Spa classe GTE, ELMS (Spirit of Race, Andrea Bertolini, Giorgio Roda, Rino Mastronardi)
6 Ore del Fuji classe GTE Pro, FIA WEC (AF Corse, Alessandro Pier Guidi, James Calado)
6 Ore del Fuji classe GTE Am, FIA WEC (Spirit of Race, Thomas Flohr, Francesco Castellacci, Miguel Molina)
6 Ore del Bahrain classe GTE Pro, FIA WEC (AF Corse, Davide Rigon, Sam Bird)
Campionato del Mondo Endurance Costruttori GT (Ferrari, AF Corse)
Campionato del Mondo Endurance Piloti GT (Alessandro Pier Guidi, James Calado)
European Le Mans Series classe GTE titolo team (JMW Motorsport)
European Le Mans Series classe GTE titolo piloti (Jodi Fannin, Robert Smith)

- 2018

4 Ore di Le Castellet classe GTE, ELMS (JMW Motorsport, Liam Griffin, Alex MacDowall, Miguel Molina)
4 Ore di Monza classe GTE, ELMS (Spirit of Race, Duncan Cameron, Matt Griffin, Aaron Scott)
4 Ore di Silverstone classe GTE, ELMS (JMW Motorsport, Liam Griffin, Alex MacDowall, Miguel Molina)
6 Ore di Silverstone classe GTE Pro, FIA WEC (AF Corse, Alessandro Pier Guidi, James Calado)
- 2019

4 Ore di Le Castellet classe GTE, ELMS (Luzich Racing, Fabien Lavergne, Nicklas Nielsen, Alessandro Pier Guidi)
24 Ore di Le Mans classe GTE Pro, FIA WEC (AF Corse, Alessandro Pier Guidi, James Calado, Daniel Serra)
4 Ore di Barcellona classe GTE, ELMS (Luzich Racing, Fabien Lavergne, Nicklas Nielsen, Alessandro Pier Guidi)
4 Ore di Silverstone classe GTE Am, FIA WEC (AF Corse, Francois Perrodo, Emmanuel Collard, Nicklas Nielsen)
4 Ore di Spa classe GTE, ELMS (Luzich Racing, Fabien Lavergne, Nicklas Nielsen, Alessandro Pier Guidi)
Petit Le Mans classe GTLM, IMSA (Risi Competizione, Alessandro Pier Guidi, James Calado, Daniel Serra)
4 Ore di Portimao classe GTE, ELMS (Luzich Racing, Fabien Lavergne, Nicklas Nielsen, Alessandro Pier Guidi)
4 Ore di Shanghai classe GTE Pro, FIA WEC (AF Corse, Alessandro Pier Guidi, James Calado)
European Le Mans Series titolo team classe GTE (Luzich Racing)
European Le Mans Series titolo piloti classe GTE (Fabien Lavergne, Nicklas Nielsen, Alessandro Pier Guidi)
- 2020

4 Ore di Spa classe GTE, ELMS (Kessel Racing, Micheal Broniszewski, Marcos Gomes, David Perel)
6 Ore di Spa classe GTE Am, FIA WEC (AF Corse, Francois Perrodo, Emmanuel Collard, Nicklas Nielsen)
Le Castellet 240 classe GTE, ELMS (Spirit of Race, Duncan Cameron, Matt Griffin, Aaron Scott)
4 Ore di Monza classe GTE, ELMS (Kessel Racing, Micheal Broniszewski, Marcos Gomes, David Perel)
Coppa del Mondo Endurance team GTE Am (AF Corse)
Coppa del Mondo Endurance piloti GTE Am (Francois Perrodo, Emmanuel Collard, Nicklas Nielsen)
- 2021

4 Ore di Barcellona classe GTE, ELMS (Iron Lynx, Rino Mastronardi, Matteo Cressoni, Miguel Molina)
6 Ore di Spa classe GTE Am, FIA WEC (AF Corse, Francois Perrodo, Alessio Rovera, Nicklas Nielsen)
4 Ore del Red Bull Ring classe GTE, ELMS (AF Corse, Francois Perrodo, Emmanuel Collard, Alessio Rovera)
4 Ore di Le Castellet classe GTE, ELMS (Iron Lynx, Rino Mastronardi, Matteo Cressoni, Miguel Molina)
8 Ore di Portimao classe GTE Pro, FIA WEC (AF Corse, Alessandro Pier Guidi, James Calado)
8 Ore di Portimao classe GTE Am, FIA WEC (Cetilar Racing, Roberto Lacorte, Giorgio Sernagiotto, Antonio Fuoco)
4 Ore di Monza classe GTE, ELMS (Spirit of Race, Duncan Cameron, David Perel, Alessandro Pier Guidi)
6 Ore di Monza classe GTE Am, FIA WEC (AF Corse, Francois Perrodo, Alessio Rovera, Nicklas Nielsen)
24 Ore di Le Mans classe GTE Pro, FIA WEC (AF Corse, Alessandro Pier Guidi, James Calado, Come Ledogar)
24 Ore di Le Mans classe GTE Am, FIA WEC (AF Corse, Francois Perrodo, Nicklas Nielsen, Alessio Rovera)
4 Ore di Spa classe GTE, ELMS (AF Corse, Francois Perrodo, Emmanuel Collard, Alessio Rovera)
4 Ore di Portimao classe GTE, ELMS (Iron Lynx, Rino Mastronardi, Matteo Cressoni, Miguel Molina)
8 Ore del Bahrain classe GTE Pro, FIA WEC (AF Corse, Alessandro Pier Guidi, James Calado)
8 Ore del Bahrain classe GTE Am, FIA WEC (AF Corse, Francois Perrodo, Alessio Rovera, Nicklas Nielsen)
Campionato del Mondo Endurance Costruttori GT (Ferrari, AF Corse)
Campionato del Mondo Endurance Piloti GT (Alessandro Pier Guidi, James Calado)
Coppa del Mondo Endurance team GTE Am (AF Corse)
Coppa del Mondo Endurance piloti GTE Am (Francois Perrodo, Alessio Rovera, Nicklas Nielsen)
European Le Mans Series titolo team classe GTE (Iron Lynx)
European Le Mans Series titolo piloti classe GTE (Rino Mastronardi, Matteo Cressoni, Miguel Molina)
- 2022

4 Ore di Le Castellet classe GTE, ELMS (Rinaldi Racing, Pierre Ehret, Memo Gidley, Nicolas Varrone)
6 Ore di Spa classe GTE Pro, FIA WEC (AF Corse, Alessandro Pier Guidi, James Calado)
4 Ore di Monza classe GTE, ELMS (Iron Lynx, Claudio Schiavoni, Matteo Cressoni, Davide Rigon)
6 Ore del Fuji classe GTE Pro, FIA WEC (AF Corse, Alessandro Pier Guidi, James Calado)
4 Ore di Spa classe GTE, ELMS (Kessel Racing, Conrad Grunewald, Frederik Schandorff, Mikkel Jensen)
4 Ore di Portimao classe GTE, ELMS (Iron Lynx, Michelle Gatting, Sarah Bovy, Doriane Pin)
8 Ore del Bahrain classe GTE Pro, FIA WEC (AF Corse, Antonio Fuoco, Miguel Molina)
Campionato del Mondo Endurance Costruttori GT (Ferrari, AF Corse)
Campionato del Mondo Endurance Piloti GT (Alessandro Pier Guidi, James Calado)
- 2023

6 Ore di Spa classe GTE Am, FIA WEC (Richard Mille AF Corse, Luis Pérez Companc, Lilou Wadoux, Alessio Rovera)
4 Ore di Aragon classe GTE, ELMS (Kessel Racing, Takeshi Kimura, Scott Huffaker, Davide Rigon)
6 Ore del Fuji classe GTE Am, FIA WEC (AF Corse, Thomas Flohr, Francesco Castellacci, Davide Rigon)

#### Riassunto
2x 24 Ore di Le Mans classe GTE Pro (2019, 2021)
4x FIA WEC Campionato del Mondo Endurance Costruttori GT (2016, 2017, 2021, 2022)
3x FIA WEC Campionato del Mondo Endurance Piloti GT (2017, 2021, 2022)
2x Petit Le Mans classe GTLM (2016, 2019)
17x gare vinte nel FIA World Endurance Championship classe GTE Pro
2x gare vinte nell'IMSA Weathertech Sportscar Championship classe GTLM
2x 24 Ore di Le Mans classe GTE Am (2017, 2021)
2x FIA WEC Trofeo Endurance team classe GTE Am (2019/2020, 2021)
2x FIA WEC Trofeo Endurance piloti classe GTE Am (2019/2020, 2021)
3x European Le Mans Series titolo piloti classe GTE (2017, 2019, 2021)
3x European Le Mans Series titolo team classe GTE (2017, 2019, 2021)
12x gare vinte FIA World Endurance Championship classe GTE Am
24x gare vinte nell'European Le Mans Series classe GTE

## 488 GT3

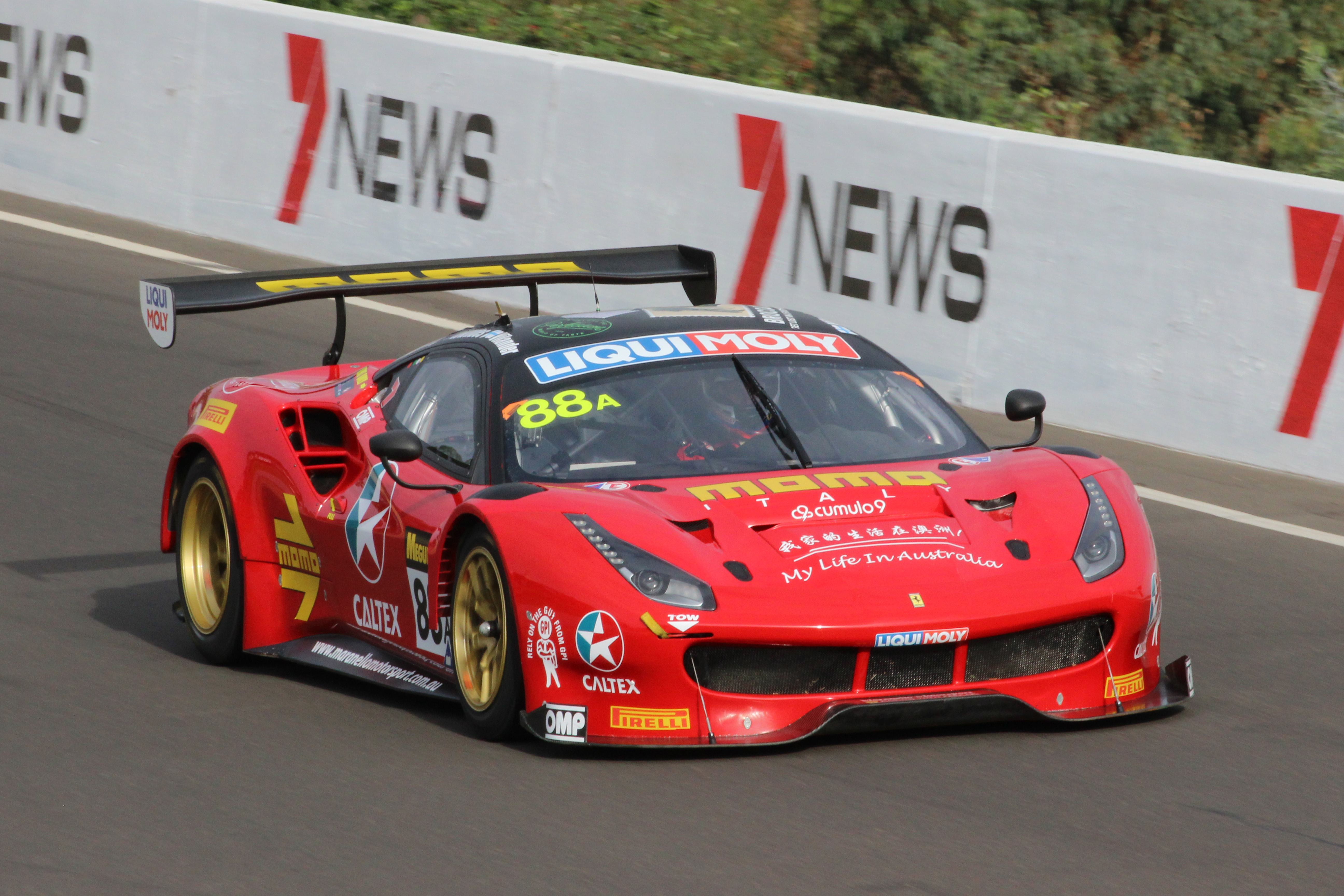
La Ferrari 488 GT3 vincitrice della 12 ore di Bathurst 2017

Rispetto alla GTE presenta delle feritoie sui passaruota par ridurre la turbolenza generata dalle ruote. È più lunga di 2 cm, con passo più corto di 1 cm e 15 kg in più di peso.
In occasione delle Finali Mondiali Ferrari 2019 è stata presentata la versione Evo, utilizzata a partire dalla stagione 2020. Presenta un nuovo paraurti con una sezione frontale ridotta nella zona al di sotto dei proiettori, consentendo di aggiungere una coppia di flick e generando un migliore carico verticale e nuove feritoie sui passaruota. Il passo è stato reso identico a quello della GTE e il peso è stato ridotto, mentre il motore è rimasto invariato in termini prestazionali, ma è stata migliorata l’elettronica per una migliore gestione della potenza e della coppia. Sono stati sviluppati un nuovo sedile e cinture insieme a Sabelt. Debutta inoltre un nuovo pacchetto, denominato 24H/Endurance, pensato per l’impiego dell’auto nelle gare di durata. Il pacchetto introduce molti elementi mutuati dalla 488 GTE, quali fari aggiuntivi, innesti per il rifornimento rapido dell’olio e del liquido dei radiatori, frizione in carbonio e pinze freno.

### Attività agonistica
La vettura ha avuto un notevole successo commerciale, con decine di esemplari venduti a team clienti in tutto il mondo. In pista dal 2016, il 12 Gennaio 2019 la Ferrari 488 GT3 superava le 200 vittorie complessive (quelle di classe incluse) su un totale di 406 gare disputate, una percentuale di successi pari al 49,25%. 
Una delle vittorie più prestigiose è stata ottenuta nel 2017 alla 12 ore di Bathurst con una vettura schierata dal Maranello Motorsport e condotta dal pilota ufficiale Ferrari Toni Vilander e dai campioni Supercars Jamie Whincup e Craig Lowndes. La vettura è protagonista nella categoria GTD in Imsa grazie al team Scuderia Corsa, dove ha vinto la 12 Ore di Sebring 2016 con Alessandro Balzan, Christina Nielsen e Jeff Segal, i campionati piloti 2016 e 2017 con Balzan e Nielsen, il titolo costruttori 2017, la Petit Le Mans 2018 con Daniel Serra, Cooper MacNeil e Gunnar Jeannette. Ha ottenuto vittorie assolute anche nell'Intercontinental GT Challenge e nel Blancpain Endurance Series.
Nel 2020 la Ferrari 488 GT3 ha superato quota 300 vittorie raggiungendo quota 304 trionfi su un totale di 572 gare disputate con una percentuale di vittorie del 53%, ed ha trionfato nel GT World Challenge Europe Endurance Cup con il team AF Corse e Alessandro Pier Guidi, vincendo l'appuntamento finale al Paul Ricard grazie ad un'astuta strategia.
Nel 2021 ha vinto la 24 Ore di Spacon il team Iron Lynx ed equipaggio composto da Alessandro Pier Guidi, Come Ledogar e Nicklas Nielsen. A 45 minuti dal termine la vittoria della gara sembrava compromessa. Durante l'ultimo pit stop l'Audi del team WRT, che inseguiva la Ferrari con 20 secondi di ritardo, ha montato gomme da bagnato con pista ancora asciutta. Quello che sembrava un azzardo strategico ha pagato: dopo neanche un giro una copiosa pioggia si è abbattuta sul circuito di Spa e la Ferrari - colta di sorpresa assieme agli altri team - è stata costretta ad un'ulteriore sosta per passare agli pneumatici da bagnato perdendo la prima posizione. Le condizioni della pista sono diventate proibitive nel giro di pochi istanti e numerose vetture sono state protagoniste di testacoda e incidenti, anche con gomme rain, uno dei quali ha costretto la direzione gara a far entrare la Full Course Yellow e successivamente la Safety Car. A 30 minuti dalla bandiera a scacchi la gara è ripartita, sempre in condizioni di bagnato pesante seppur con pioggia meno intensa rispetto a pochi minuti prima. A separare l'Audi e la Ferrari c'erano 4 doppiati e un gap in tempo di circa 6 secondi. Pier Guidi si è reso protagonista di una splendida rimonta, prendendosi numerosi rischi, culminata con un magistrale sorpasso ai danni di Dries Vanthoor all'esterno di curva Blanchimont a 10 minuti dal termine della gara.

### Palmares (parziale)
1x 24 Ore di Spa (2021)
1x 12 Ore di Bathurst (2017)
2x GT World Challenge Europe Endurance Cup titolo piloti (2020, 2021)
1x GT World Challenge Europe Endurance Cup titolo team (2020)
1x Intercontinental GT Challenge titolo piloti (2021)
1x DTM titolo team (2021)
2x 12 Ore di Sebring classe GTD (2016, 2022)
2x Petit Le Mans classe GTD (2018, 2020)
2x IMSA Weathertech Sportscar Championship classe GTD titolo piloti (2016, 2017)
1x IMSA Weathertech Sportscar Championship classe GTD titolo costruttori (2017)
1x IMSA Michelin Endurance Cup classe GTD Pro titolo piloti (2022)
1x IMSA Michelin Endurance Cup classe GTD Pro titolo team (2022)
4x gare vinte nell'Intercontinental GT Challenge
4x gare vinte nel GT World Challenge Europe Endurance Cup
7x gare vinte nel DTM
6x gare vinte nell'IMSA Weatherthech Sportscar Championship classe GTD
110x campionati vinti (aggiornato al 24 Settembre 2022)
429x gare vinte su 770 partenze (aggiornato al 5 Febbraio 2022)
500x gare vinte (aggiornato al 24 Settembre 2022)

#### Principali vittorie
- 2016

12 Ore di Sebring classe GTD, IMSA (Scuderia Corsa, Alessandro Balzan, Christina Nielsen, Jeff Segal)
6 Ore di Watkins Glen classe GTD, IMSA (Scuderia Corsa, Alessandro Balzan, Christina Nielsen, Jeff Segal)
IMSA Weathertech Sportscar Championship titolo piloti GTD (Alessandro Balzan, Christina Nielsen)
- 2017

12 Ore di Bathurst, IGTC (Maranello Motorsport, Toni Vilander, Jamie Whincup, Craig Lowndes)
IMSA Weathertech Sportscar Championship titolo piloti GTD (Alessandro Balzan, Christina Nielsen)
IMSA Weathertech Sportscar Championship titolo costruttori GT
2 Ore e 40 di Laguna Seca classe GTD, IMSA (Scuderia Corsa, Alessandro Balzan, Christina Nielsen)
Asian Le Mans Series titolo piloti GT (Michele Rugolo)
Asian Le Mans Series titolo team GT (DH Racing)
- 2018

Petit Le Mans classe GTD, IMSA (Scuderia Corsa, Cooper MacNeil, Gunnar Jeannette, Daniel Serra)
24 Ore di Spa classe Pro Am, BES (Rinaldi Racing, Daniel Keilwitz, Alexander Matschull, Rinat Salikhov, David Perel)
International GT Open titolo piloti (Mikkel Mac)
- 2019

8 Ore della California, IGTC (HubAuto Corsa, Nick Foster, Miguel Molina, Tim Slade)
3 Ore di Silverstone, BES (SMP Racing, Davide Rigon, Miguel Molina, Mikhail Aleshin)
GT World Challenge America titolo piloti (Toni Vilander)
Asian Le Mans Series titolo team GT (CarGuy Racing)
Asian Le Mans Series titolo piloti GT (Takeshi Kimura, Kei Cozzolino, James Calado)
- 2020

GT World Challenge Europe Endurance Cup titolo team (AF Corse)
GT World Challenge Europe Endurance Cup titolo piloti (Alessandro Pier Guidi)
1000km del Paul Ricard, GTWC (AF Corse, Alessandro Pier Guidi, Come Ledogar, Tom Blomqvist)
Petit Le Mans classe GTD, IMSA (Scuderia Corsa, Cooper MacNeil, Alessandro Balzan, Jeff Westphal)
Asian Le Mans Series titolo team GT (HubAuto Corsa)
Asian Le Mans Series titolo piloti GT (Marcos Gomes)
- 2021

24 Ore di Spa, IGTC/GTWC (Iron Lynx, Alessandro Pier Guidi, Nicklas Nielsen, Come Ledogar)
GT World Challenge Europe Endurance Cup titolo piloti (Alessandro Pier Guidi, Nicklas Nielsen, Come Ledogar)
Intercontinental GT Challenge titolo piloti (Alessandro Pier Guidi, Come Ledogar)
DTM titolo team (Red Bull AlphaTauri AF Corse)
DTM Monza gara 1 (Red Bull AF Corse, Liam Lawson)
DTM Nurburgring gara 2 (AlphaTauri AF Corse, Alexander Albon)
DTM Red Bull Ring gara 1 (Red Bull AF Corse, Liam Lawson)
DTM Red Bull Ring gara 2 (Red Bull AF Corse, Liam Lawson)
24 Ore di Spa classe Pro Am, GTWC (AF Corse, Duncan Cameron, Matt Griffin, Rino Mastronardi, Miguel Molina)
- 2022

12 Ore del Golfo, IGTC (AF Corse-Francorchamps Motors, Antonio Fuoco, Alessandro Pier Guidi, James Calado)
1000km del Paul Ricard, GTWC (Iron Lynx, Antonio Fuoco, Davide Rigon, Daniel Serra)
DTM Norisring gara 2 (Red Bull AF Corse, Felipe Fraga)
DTM Spa gara 2 (AlphaTauri AF Corse, Nick Cassidy)
DTM Red Bull Ring gara 1 (AlphaTauri AF Corse, Nick Cassidy)
IMSA Michelin Endurance Cup titolo team classe GTD Pro (Risi Competizione)
IMSA Michelin Endurance Cup titolo piloti classe GTD Pro (Davide Rigon, Daniel Serra)
12 Ore di Sebring classe GTD, IMSA (Cetilar Racing, Antonio Fuoco, Roberto Lacorte, Giorgio Sernagiotto)
24 Ore di Spa classe Gold, GTWC (Iron Dames, Rahel Frey, Michelle Gatting, Sarah Body, Doriane Pin)
24 Ore di Spa classe Pro Am, GTWC (AF Corse, Louis Machiels, Andrea Bertolini, Stefano Costantini, Alessio Rovera)
GT World Challenge Asia titolo piloti (Takeshi Kimura, Kei Cozzolino)
GTWC Brands Hatch gara 1 (AF Corse, Ulysse de Pauw, Pierre-Alexander Jean)
GTWC Valencia gara 1 (AF Corse, Ulysse de Pauw, Pierre-Alexander Jean)

## 488 Challenge

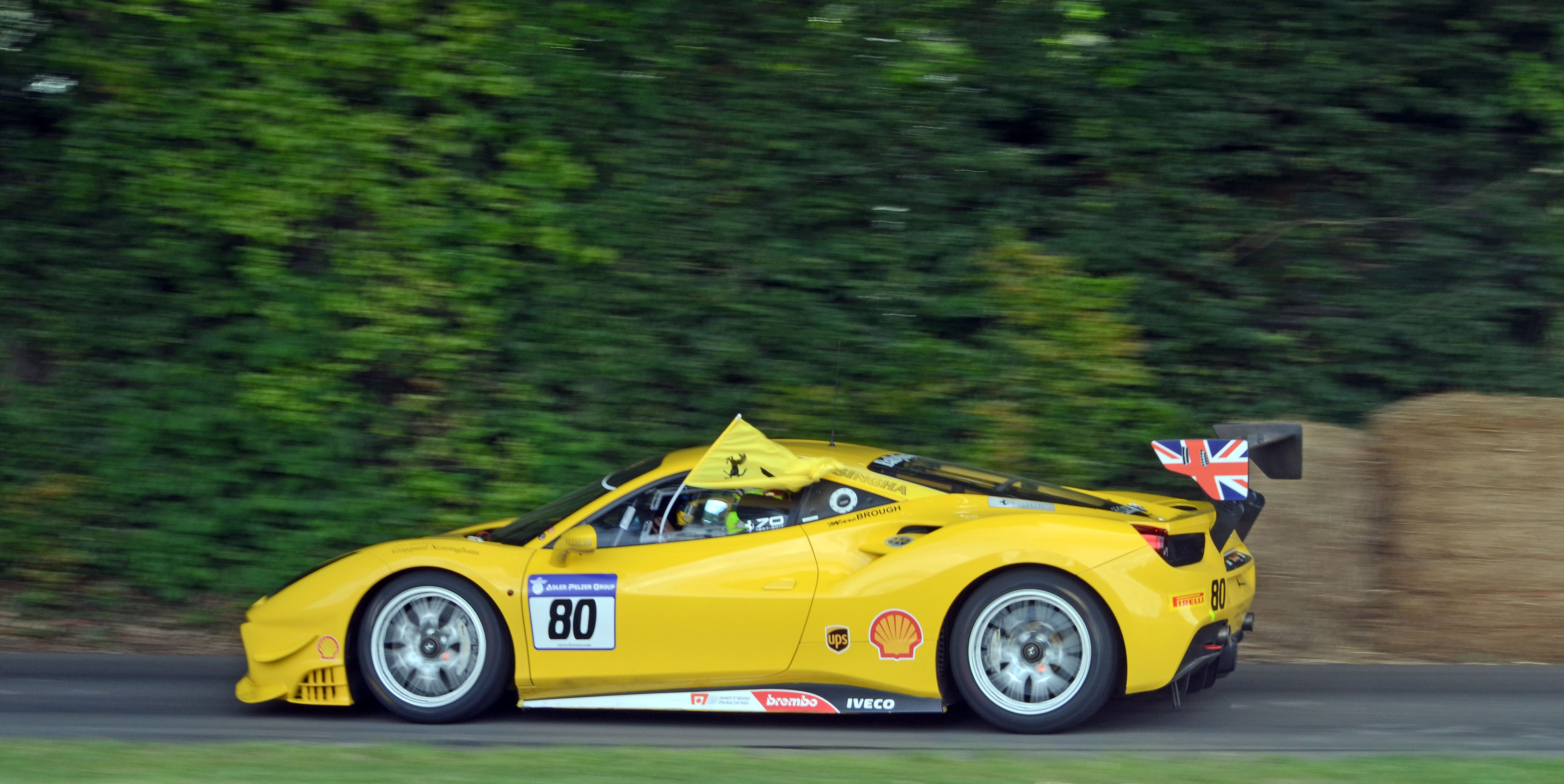
Una Ferrari 488 Challenge

Nel 2017 viene svelata la versione per il torneo Ferrari Challenge Trofeo Pirelli, come nuova vettura al posto della 458 Challenge. Presenta un motore più potente, arrivando a 670 cv e diverse modifiche di aerodinamica:  nuovo layout del radiatore anteriore (inclinato all'indietro), nuovi sfoghi d'aria e flap integrati ai lati esterni del paraurti e immediatamente davanti alle ruote, migliorando i flussi d'aria e riducendone la resistenza.

Per la nuova disposizione è stato riprogettato il paraurti, l'alettone è stato allargato in modo simile alla 488 GTE migliorando la deportanza, a cui contribuiscono le prese d'aria posteriori. La nuova vettura ha stabilito il record di 1'15"5 alla pista di Fiorano, impiegando 1 s in meno rispetto alla 458 Challenge Evo.
Alle Finali Mondiali 2019 debutta la versione evo dell’auto, la Ferrari 488 Challenge Evo, con numerosi aggiornamenti, in primo luogo l’estetica, disegnata dal Centro Stile Ferrari, che riprende quella della 488 Pista, e migliorie aerodinamiche per migliorare il carico verticale del 50% e ottimizzare il bilanciamento del 30%, nuovi pneumatici sviluppati con Pirelli, nuovi sistemi di controllo elettronici, un nuovo volante mutuato dalla GTE e dalla FXX-K Evo e un nuovo impianto frenante.